# Ann Larsson
Ann Larsson, senare Green, född 25 juni 1955,  är en svensk före detta friidrottare (400 och 800 meter). Hon tävlade för klubbarna IK Vikingen och Göteborgs Kvinnliga IK och utsågs år 1977 till Svensk grabb/tjej nummer 293. Hon tog silvermedalj på 400 meter junior-VM  1973. Vid OS i München 1972 deltog hon i det svenska stafettlaget på 4x400 meter som blev oplacerat.

## Personliga rekord
- 400 meter - 52,42 (Warszawa 4 augusti 1973)
- 800 meter - 2.04,10 (Stockholm 2 augusti 1975)